# Smalahove

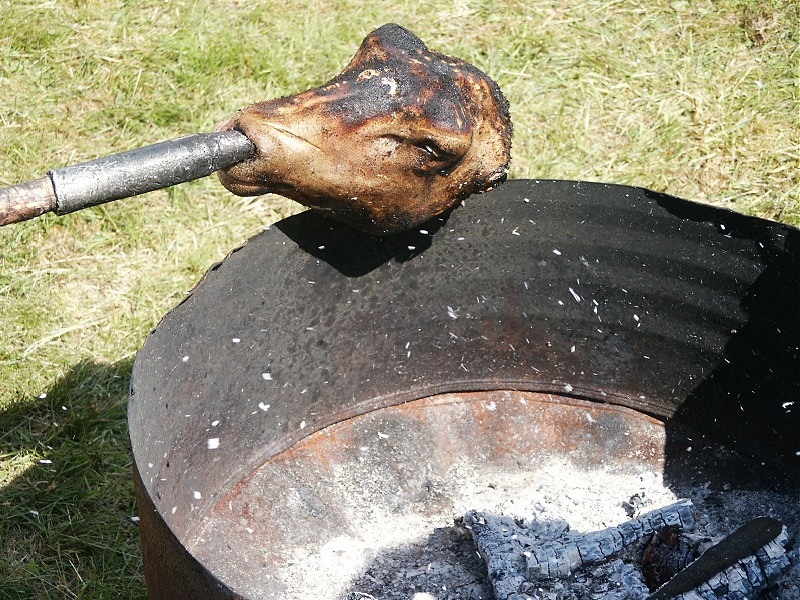
Quemando la lana de una cabeza.

El smalahove (literalmente ‘cabeza de oveja’, también llamado smalehovud o skjelte) es un plato tradicional noruego, normalmente consumido en época navideña, hecho de una cabeza de oveja. La piel y la lana de la cabeza se quema, los sesos se retiran, y la cabeza se sala, a veces se ahúma, y se seca. Se cuece durante unas 3 horas y se sirve con puré de rutabaga y patata. Originalmente el smalahove era comido solo por los pobres, pero actualmente se considera una delicia. El smalahove es considerado una delicia en los países nórdicos.
Desde 1998, una directiva europea prohíbe la producción de smalahove a partir de ovejas adultas, para evitar la posibilidad de transmisión de la tembladera, una enfermedad degenerativa de ovejas y cabras causada por priones, a pesar de que no parece ser transmisible a humanos. Actualmente solo se permite elaborar smalahove con cabezas de corderos.

## Consumo tradicional

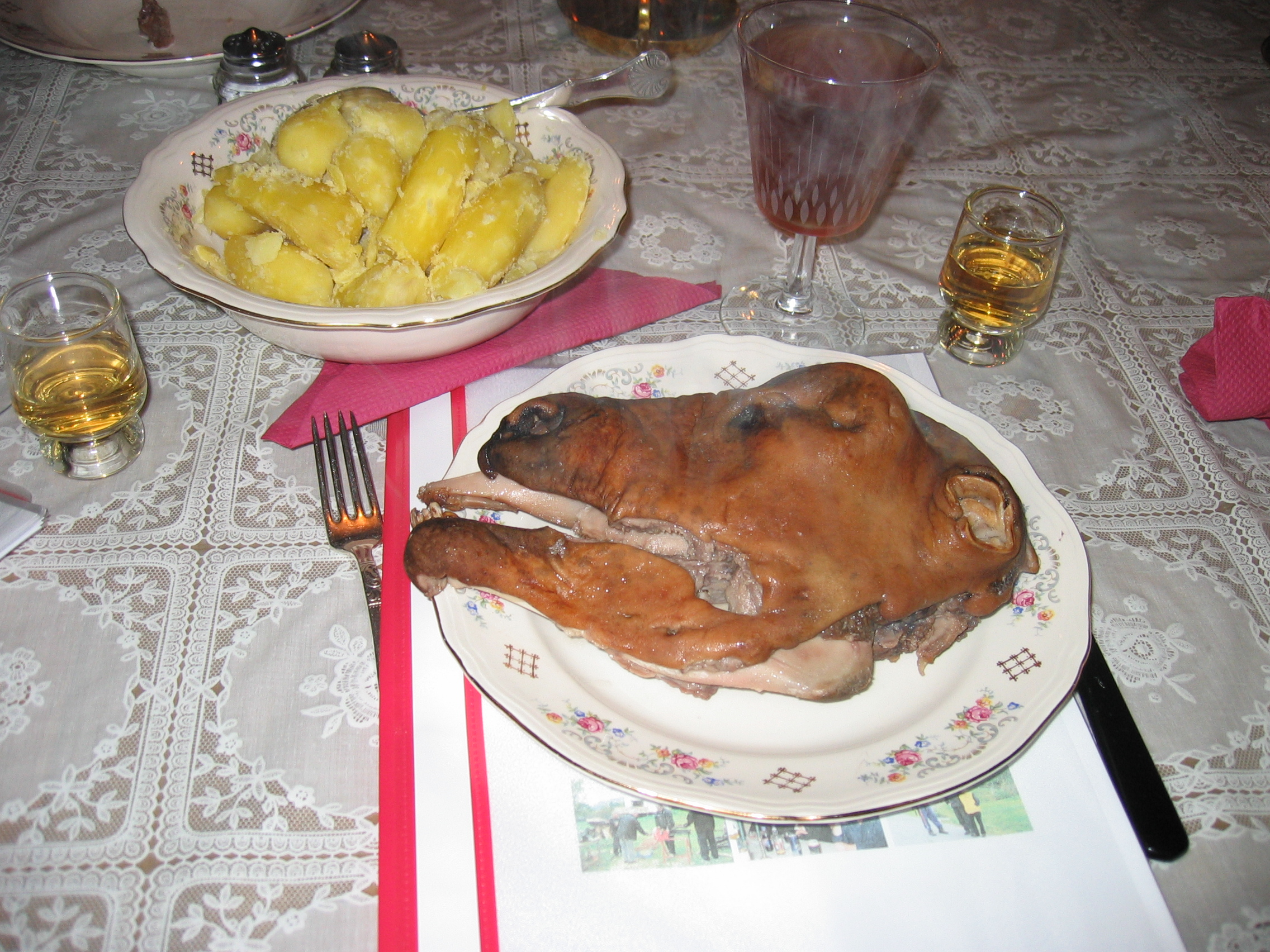
Smalahove servido en Voss (Noruega).